# Pride's Purge
Pride's Purge var en händelse som ägde rum i december 1648 och innebar slutet för det långa parlamentet. Överste Thomas Pride och hans regemente beordrades av parlamentets befälhavare Thomas Fairfax att stoppa kungavänliga och presbyterianska parlamentsledamöter från att komma in i parlamentet. Endast de så kallade independenterna skulle tillåtas att komma in i parlamentet. Pride stoppade och till och med arresterade vissa ledamöter vid entrén till parlamentsbyggnaden. Till slut tilläts endast ett åttiotal ledamöter tillträde till parlamentet. Ett sextiotal fick tillträde till underhuset och endast tolv till överhuset. Denna händelse är början på det så kallade rumpparlamentet.